# Lasianthus urophylloides
Lasianthus urophylloides är en måreväxtart som beskrevs av Ronald D'Oyley Good. Lasianthus urophylloides ingår i släktet Lasianthus och familjen måreväxter. Inga underarter finns listade i Catalogue of Life.